# Baptria dimidiata
Baptria dimidiata är en fjärilsart som beskrevs av Jacob Hübner 1790. Baptria dimidiata ingår i släktet Baptria och familjen mätare. Inga underarter finns listade i Catalogue of Life.